# Glaciar Horntvedt
El Glarciar Horntvedt (en noruego: Horntvedtbreen) es un pequeño glaciar que fluye hacia la costa norte de la isla Bouvet, justo al sur de cabo Circuncisión, en la posición geográfica 54°25′S 3°21′E / -54.417, 3.350. Esta isla subantártica se encuentra en el Océano Atlántico Sur. Este glaciar fue visto por primera vez en el 1898 por la expedición alemana comandada por Carl Chun. Luego fue visto visitado nuevamente por la expedición noruega bajo el mando del capitán del barco "Norvegia", Harald Horntvedt, quién anexó la isla su país. En su honor se le puso su nombre al glaciar.